# Ligne d'Esztergom à Almásfüzitő
La ligne d'Esztergom à Almásfüzitő ou ligne 4 est une ligne de chemin de fer de Hongrie. Elle relie Esztergom par la Gare d'Esztergom à Komárom à la frontière avec la Slovaquie par la Gare de Komárom. Elle dessert le Nord du pays, notamment la ville de Almásfüzitő.